# Mala Tarasivka, Barîșivka
Mala Tarasivka (în ucraineană Мала Тарасівка) este un sat în comuna Podillea din raionul Barîșivka, regiunea Kiev, Ucraina.

## Demografie
Componența lingvistică a localității Mala Tarasivka
     Ucraineană (100%)
Conform recensământului din 2001, toată populația localității Mala Tarasivka era vorbitoare de ucraineană (100%).